# 马索特雷斯
马索特雷斯，是西班牙加泰罗尼亚莱里达省的一个市镇。 总面积26平方公里，总人口185人（2001年），人口密度7人/平方公里。